# برج خور دبي (ديرة)
برج خور دبي (بالإنجليزية: Dubai Creek Tower)‏ (burj khūr dubay) هو مبنى في دبي، الإمارات العربية المتحدة. يقع برج خور دبي في شرق دبي، في منطقة ديرة.

## مركز دبي قديما
تم بناء المبنى عام 1995 علي مساحة 35 ألف متر مربع وبارتفاع 117 متر وعدد الطوابق 27 طابق ويعتبر برج خور دبي مركز المدينة سابقا حيث كان يعتبر في وسط دبي القديمة الواقعة على طول خور دبي.

## أطول مبني في دبي القديمة
وكان ثاني أطول مبنى في دبي في وقت بنائه (خلف مركز دبي التجاري العالمي ). من بر دبي وحاليا يعتبر برج خليفة أطول مبنى في دبي، يظهر برج خور دبي على يمين غرفة تجارة وصناعة دبي. يقع برج خور دبي في منطقة رقة البطين.

## المصمم
تصميم وتنفيذ برج خور دبي ينسب إلى خطيب وعلمي وهي شركة هندسية تأسست عام 1959 في بيروت.